# Flaga Jerozolimy
Flaga Jerozolimy wyglądem nawiązuje do flagi państwowej Izraela. Dwa poziome niebieskie pasy są odwołaniem do pasów z talitu, żydowskiego szala modlitewnego. W centrum flagi, na białym tle znajduje się herb Jerozolimy, na który składa się tarcza z biblijnym Lwem Judy i gałązkami oliwnymi (symbol pokoju) z zarysem murów jerozolimskich w tle. Ponad tarczą widnieje napis w języku hebrajskim - Jerozolima (hebr. יְרוּשָׁלַיִם).
W czasie oficjalnych ceremonii państwowych lub świąt używany jest też wertykalny wariant flagi.
Flaga została przyjęta przez władze izraelskie w roku 1949. Urzędowo używana jest przez władze izraelskie Jerozolimy od czasów Wojny sześciodniowej 1967 roku.